# Coelognathus
Coelognathus  (лат.) — род змей из семейства ужеобразных, обитающих в Азии. Ранее представителей этого рода относили к роду лазающих полозов в качестве подрода.

## Описание
Общая длина представителей этого рода колеблется от 1 до 1,8 м. Наблюдается половой диморфизм — самки крупнее самцов. Голова заострена, туловище несколько сжато с боков. Окрас разноцветный — жёлтый, оливковый, бурый, коричневый с различными оттенками. На спине или шее присутствуют тёмные полосы или пятна. Брюхо светлее спины.

## Образ жизни
Населяют кустарниковую растительность, тропические леса, появляются вблизи полей и поселков человека. Большую часть жизни проводят на земле, впрочем могут забираться на кустарники и деревья. Активны в сумерках, лишь некоторые виды выходят из укрытий днём. Питаются грызунами.

## Размножение
Это яйцекладущие змеи. Самки откладывают до 8 яиц. За сезон может быть несколько кладок.

## Распространение
Обитают в Южной и Юго-Восточной Азии.

## Классификация
На август 2018 года в род включают 7 видов:
- Coelognathus enganensis (Vinciguerra, 1892) — Энганский лазающий полоз
- Coelognathus erythrurus (Duméril, Bibron & Duméril, 1854) — Филиппинский лазающий полоз
- Coelognathus flavolineatus (Schlegel, 1837) — Желтополосый лазающий полоз
- Coelognathus helena (Daudin, 1803) — Цейлонский лазающий полоз
- Coelognathus philippinus (Griffin, 1909)
- Coelognathus radiatus (Boie, 1827) — Лучистый лазающий полоз
- Coelognathus subradiatus (Schlegel, 1837) — Крысиная змея Шлегеля

## Галерея

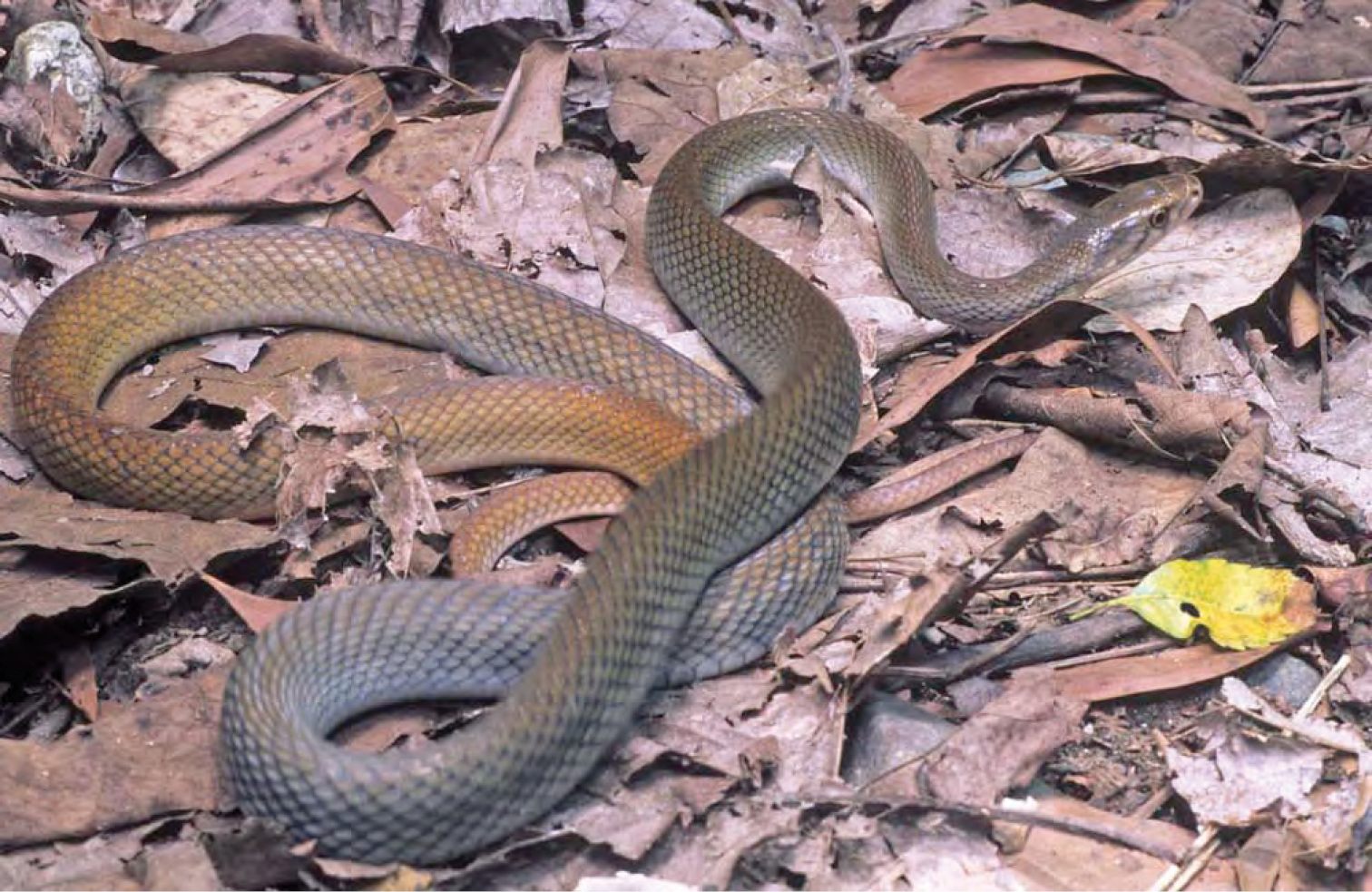
Филиппинский лазающий полоз
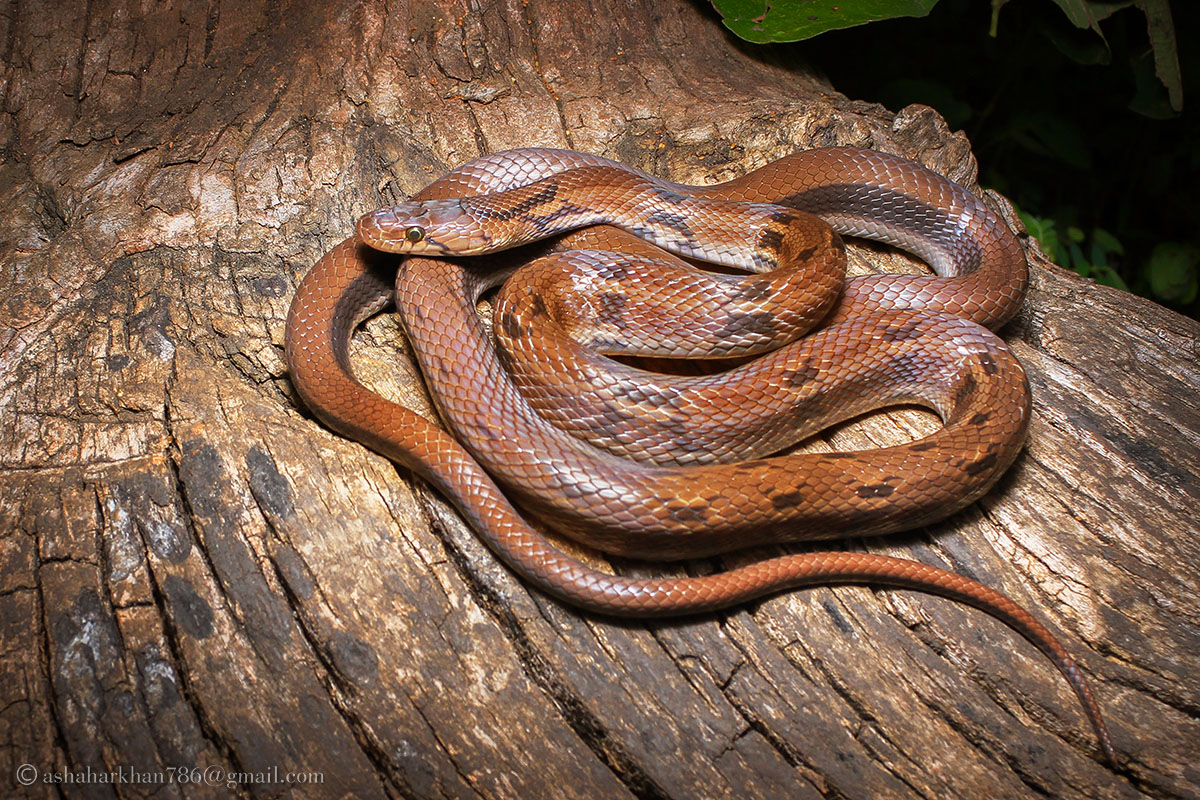
Цейлонский лазающий полоз
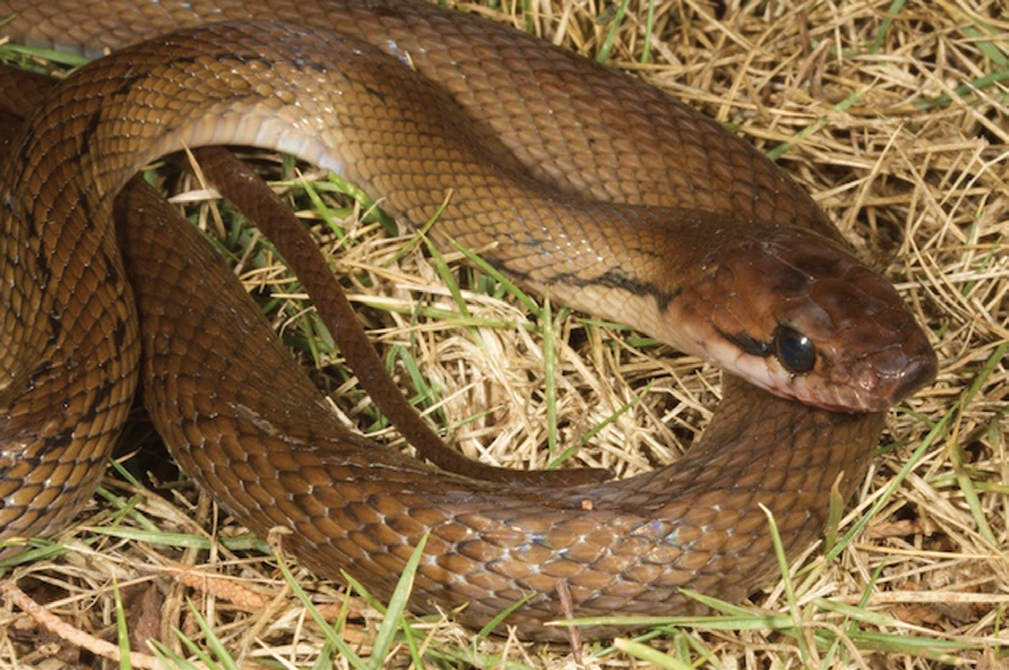
Крысиная змея Шлегеля